# CLPython
CLPython — альтернативная реализация интерпретатора языка программирования Python, написанная на Common Lisp. Позволяет использовать функции на Lisp из Python, и функции Python из Lisp. Лицензия проекта - LLGPL.
Проект появился в 2006 году, по состоянию на 2013 год активной разработки не ведется. Тогда же был закрыт список рассылки.